# Хесус Гомес (вершник)
Хесус Гомес (ісп. Jesús Gómez, 14 травня 1941 — 25 листопада 2017) — мексиканський вершник.
Бронзовий призер Олімпійських Ігор 1980 року в командному конкурі.